# Lucio Papirio Mugillano (console 427 a.C.)
Lucio Papirio Mugillano  (in latino Lucius Papirius Mugillanus; Roma, ... – ...; fl. V secolo a.C.) è stato un politico romano del V secolo a.C..

## Consolato
Nel 427 a.C. fu eletto al consolato con Gaio Servilio Strutto Ahala.
L'anno passò senza che si arrivasse allo scontro con Veio, accusata di aver compiuto razzie in territorio romano l'anno prima, perché, a seguito del fallito tentativo di composizione pacifica della disputa con gli etruschi, i plebei ottennero che la guerra fosse votata dai comizi centuriati e che la sua conduzione fosse affidata ai tribuni consolari dell'anno successivo.

## Tribunato
Nel 422 a.C. fu eletto al tribunato consolare con Lucio Manlio Capitolino e Quinto Antonio Merenda.
In quell'anno il tribuno della plebe Lucio Ortensio citò in giudizio Gaio Sempronio Atratino per la conduzione della campagna bellica contro i Volsci dell'anno prima, ma vi desistette per l'opposizione di quattro suoi colleghi tribuni della plebe.